# عصيباء مبوغة شبكية
عصيباء مبوغة شبكية (الاسم العلمي:Neurospora dictyophora) هي نوع من الفطريات تتبع جنس العصيباء المبوغة من الفصيلة السوردارية.